# Jean-Yves Cuendet
Jean-Yves Cuendet (* 20. Februar 1970 in Le Sentier, Schweiz) ist ein ehemaliger Schweizer Nordischer Kombinierer.

## Werdegang
Der für den SC Les Esserts de Rive startende Cuendet feierte seinen grössten Erfolg bei den Olympischen Winterspielen von 1994, als er zusammen mit Hippolyt Kempf und Andreas Schaad die Bronzemedaille im Teamwettbewerb gewinnen konnte.
Diesen Podestplatz konnte er ein Jahr darauf bei der Nordischen Skiweltmeisterschaft 1995 wiederholen. Zusammen mit Markus Wüst, Armin Krugel und Stefan Wittwer erreichte er hinter Japan und Norwegen den dritten Platz für die Schweiz.
Im Weltcup der Nordischen Kombination startete Cuendet erstmals in der Saison 1990/91 beim Rennen in Oberwiesenthal, bei dem er sogleich den achten Platz belegen konnte. Bei seinen insgesamt 19 Weltcupstarts schaffte er es jedoch nur einmal als Dritter in Sapporo aufs Podium.
In der Saison 1992/93 schaffte er mit seinem achten Platz im Gesamtweltcup seine beste Gesamtplatzierung.

## Statistik

### Platzierungen bei Olympischen Winterspielen
| Jahr und Ort     | Wettbewerb | Wettbewerb | Wettbewerb |
| Jahr und Ort     | Einzel     | Team       |            |
| ---------------- | ---------- | ---------- | ---------- |
| 1994 Lillehammer | 07.        | 03.        |            |
| 1998 Nagano      | 17.        | 07.        |            |

### Platzierungen bei Weltmeisterschaften
| Jahr und Ort       | Wettbewerb | Wettbewerb | Wettbewerb |
| Jahr und Ort       | Einzel     | Team       |            |
| ------------------ | ---------- | ---------- | ---------- |
| 1991 Val di Fiemme | 20.        | 09.        |            |
| 1993 Falun         | 12.        | 04.        |            |
| 1995 Thunder Bay   | DNF        | 03.        |            |
| 1997 Trondheim     | 37.        | 07.        |            |